# هانس ياكوبسون
هانس ياكوبسون (بالسويدية: Hans Jacobson)‏ هو مبارز بالسيف سويدي، ولد في 17 مارس 1947 في ستوكهولم في السويد، وتوفي في 9 يوليو 1984 في Handen ‏ في السويد.

## وصلات خارجية
- هانس ياكوبسون على موقع أوليمبيديا (الإنجليزية)
- هانس ياكوبسون على موقع اللجنة الأولمبية السويدية (السويدية)